# Народ Италије (часопис)
Народ Италије (итал. Il Popolo d'Italia) је био часопис - званично гласило Националне фашистичке партије, а затим и Републиканске фашистичке партије које је 15. новембра 1915. покренуо Бенито Мусолини.